# Girobifastigium
În geometrie girobifastigiumul este un poliedru convex construit prin unirea a două prisme triunghiulare pe câte una din fețele lor pătrate după rotirea cu 90° a uneia dintre prisme. Având 8 fețe, este un tip de octaedru, deși acest nume este de obicei asociat cu forma poliedrului regulat cu fețe triunghiulare. Nefiind tranzitiv pe vârfuri, nu este nici uniform.
Este poliedrul Johnson J26. Este singurul poliedru Johnson care poate tesela spațiul tridimensional.
Este figura vârfului a duoantiprismei p−q (cu p și q mai mari decât 2). În ciuda faptului că p, q = 3 ar produce un echivalent geometric identic cu poliedrul Johnson, nu are o sferă circumscrisă care trece prin toate vârfurile, cu excepția cazului p = 5, q = 5/3, care reprezintă o mare duoantiprismă uniformă.
Dualul său, bisfenoidul tetragonal alungit, poate fi găsit ca celule ale dualelor p−q duoantiprismelor.

## Istoric și nume
Numele de „girobifastigium” provine din latină fastigium, care înseamnă și acoperiș în două ape. În convenția standard de denumire a poliedrelor Johnson, bi- înseamnă două poliedre conectate la bazele lor, iar giro- înseamnă că cele două părți sunt răsucite una față de cealaltă.
Locul girobifastigiumului în lista poliedrelor Johnson, imediat înainte de bicupole, se explică prin considerarea lui o girobicupolă digonală. Așa cum celelalte cupole obișnuite au o secvență alternativă de pătrate și triunghiuri care înconjoară un singur poligon în partea de sus (un triunghi, un pătrat, respectiv un pentagon), fiecare jumătate a girobifastigiumului constă doar din pătrate și triunghiuri alternative, conectate în vârf doar printr-o latură (creastă).

## Mărimi asociate
Coordonatele carteziene ale girobifastigiumului cu fețe regulate și lungimea laturilor o unitate pot fi ușor obținute din formula înălțimii triunghiului echilateral
{\displaystyle h={\frac {\sqrt {3}}{2}},}
după cum urmează:
{\displaystyle \left(\pm {\frac {1}{2}},\pm {\frac {1}{2}},0\right),\left(0,\pm {\frac {1}{2}},{\frac {{\sqrt {3}}+1}{2}}\right),\left(\pm {\frac {1}{2}},0,-{\frac {{\sqrt {3}}+1}{2}}\right).}
Pentru a calcula aria și volumul unui girobifastigium cu fețe regulate și cu lungimea laturii a, se pot folosi formulele corespunzătoare pentru prisma triunghiulară. Aria:

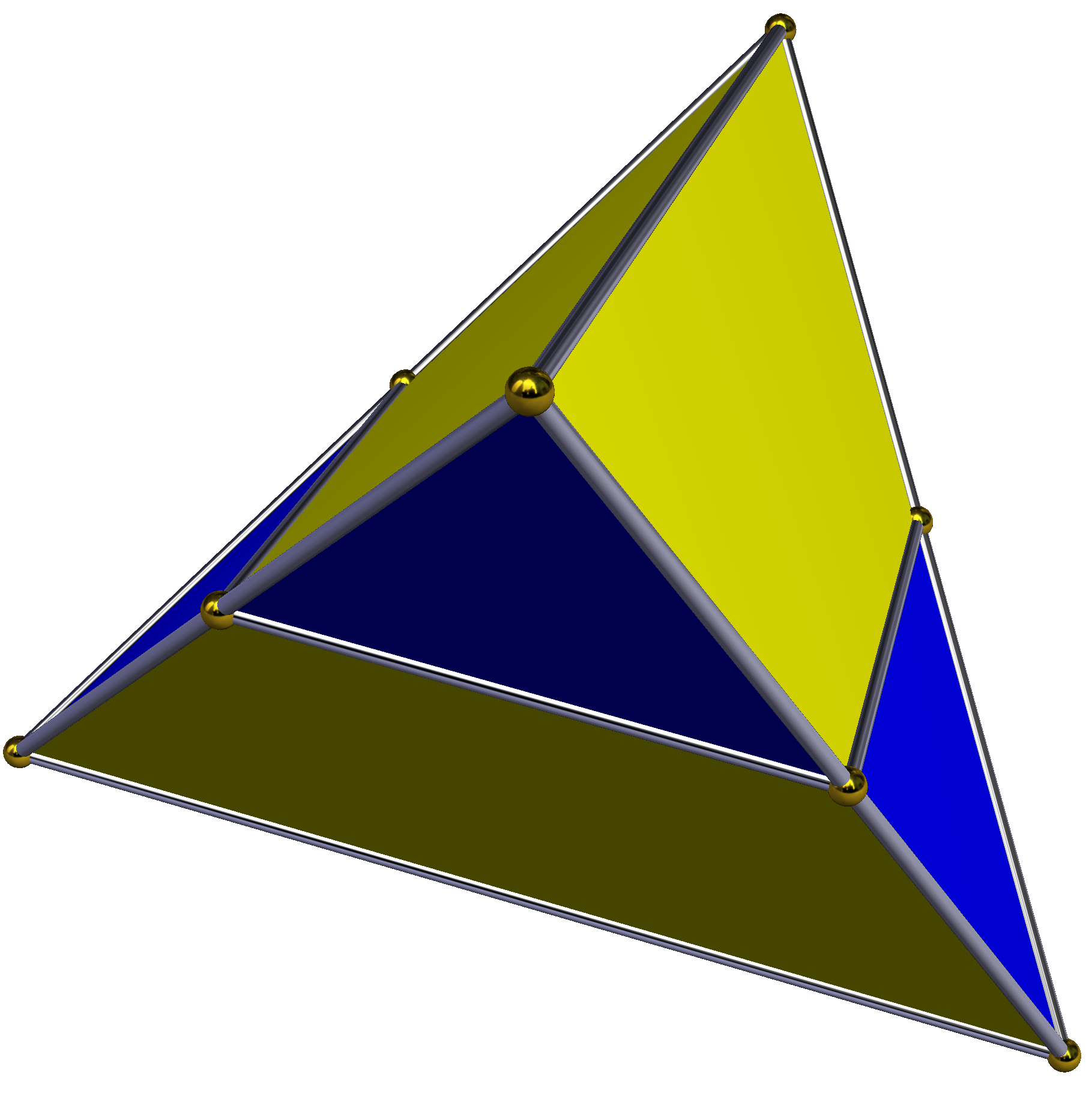
Topologia girobifastigiumului există într-un bisfenoid tetragonal cu fețele sale laterale divizate de planul de simetrie care, cu proporții specifice, poate tesela spațiul tridimensional

{\displaystyle A=\left(4+{\sqrt {3}}\right)\,a^{2}\approx 5,732051\,a^{2},}
iar volumul:
{\displaystyle V=\left({\frac {\sqrt {3}}{2}}\right)\,a^{3}\approx 0,866025\,a^{3}.}

## Poliedre echivalente topologic

### Biprisma Schmitt–Conway–Danzer

Biprisma Schmitt–Conway–Danzer

Biprisma Schmitt–Conway–Danzer este un poliedru echivalent din punct de vedere topologic cu girobifastigiumul, dar cu fețele paralelograme și triunghiuri neregulate în loc de pătrate și triunghiuri echilaterale. Ca și girobifastigiumul, poate umple spațiul, dar numai aperiodic, sau cu o simetrie elicoidală, nu cu un grup de simetrii tridimensional complet. Astfel, oferă o soluție parțială la problema einstein⁠(d) tridimensională.

## Dual

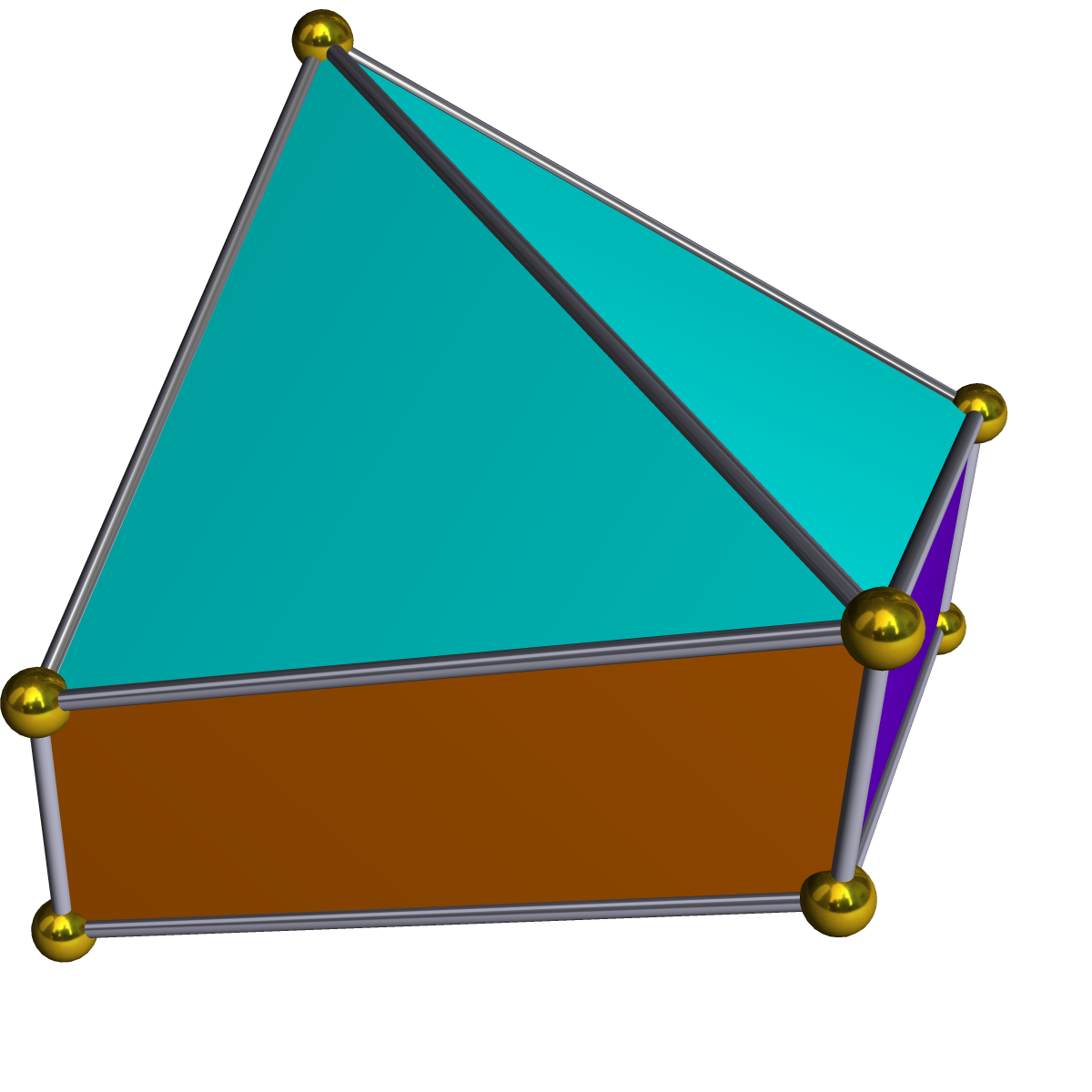
Dualul girobifastigiumului

Poliedrul dual al girobifastigiumului are 8 fețe: 4 triunghiuri isoscele, corespunzătoare vârfurilor de la creste ale girobifastigiumului și 4 paralelograme corespunzătoare vârfurilor ecuatoriale ale girobifastigiumului.

## Fagure

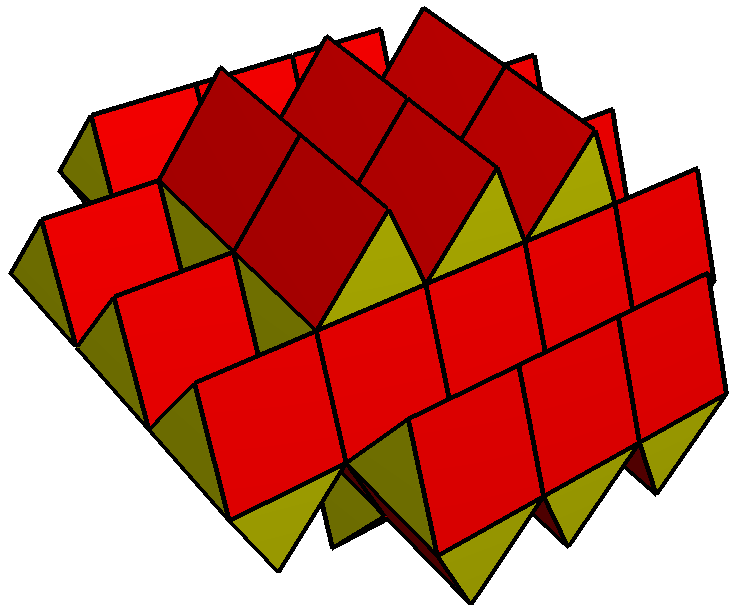
Fagurele prismatic triunghiular girat

Fagurele prismatic triunghiular girat poate fi construit prin împachetarea unui număr mare de girobifastigiumuri identice. Girobifastigiumul este unul dintre cele cinci poliedre convexe cu fețe regulate capabile să umple spațiul (celelalte fiind cubul, octaedrul trunchiat, prisma triunghiulară, și prisma hexagonală) și este singurul poliedru Johnson capabil să facă acest lucru.